# The Siren
„The Siren“ je singl od finské kapely Nightwish.

## Seznam skladeb

### Spinefarm Records
1. „The Siren“ (edited)
2. „The Siren“ (album version)
3. „The Siren“ (live)
4. „Kuolema tekee taiteilijan“ (live)

### Nuclear Blast Records
1. „The Siren“ (edited)
2. „The Siren“ (album version)
3. „The Siren“ (live)
4. „Symphony of Destruction“ (live)
5. „Kuolema Tekee Taiteilijan“ (live)

### Nems Enterprises
1. „The Siren“ (edited)
2. „The Siren“
3. „The Siren“ (live)

Bonus tracks:
1. „Creek Mary' s Blood“ (orch. istr. score)
2. „Symphony of Destruction“ (live)